# Проспект Михаила Нагибина
Проспе́кт Михаи́ла Наги́бина — улица в Ростове-на-Дону. Проходит через Ворошиловский район, частью на границе его с Октябрьским районом и Кировским районом.
Начинается от пересечения с улицей Текучева, после пересечения с улицей Нариманова переходит в улицу Плиева и Ольховский переулок. Направление на участке от площади Гагарина с юга на север, после площади Ленина отклоняется к северо-востоку.

## Названия
До 1967 года назывался Северный проспект.
В честь 50-летия Великой Октябрьской социалистической революции (7 ноября 1967 года) получил название — проспект Октября. 
В 2000 году в целях увековечивания памяти бывшего директора завода «Роствертол» проспект Октября был переименован в проспект имени Михаила Нагибина.

## История
В конце 1940-х — начале 1950-х годов прошлого века Ростов-на-Дону стал стремительно развиваться в северном направлении. В то время автомобильная связь с развивающимся районом осуществлялась по Будённовскому проспекту, имевшему пересечение с железной дорогой в одном уровне, что создавало колоссальные трудности. Решено было продолжить в северном направлении Ворошиловский проспект. На новой трассе был построен путепровод, обеспечивающий двухуровневое пересечение с железной дорогой воронежского направления. В дальнейшем сооружена дамба, перекрывавшая Безымянную балку и уже в начале 1950-х годов по проспекту была проложена трамвайная линия, а спустя шесть лет появился троллейбус. 

## Организация движения транспорта
От площади Гагарина до пересечения с улицей Ларина проспект имеет 6 полос движения, разделённых железобетонным разделителем направлений (по 3 полосы). От улицы Ларина до улицы Нариманова проспект имеет 8 полос движения, разделённых железобетонным разделителем направлений (по 4 полосы). На всём протяжении проспекта для движения общественного транспорта имеется выделенная полоса движения. В районе пересечения с улицей Нансена и железнодорожной магистралью имеется двухуровневая транспортная развязка. На проспекте имеется три подземных перехода (два на пересечении с проспектом Ленина и один в районе торгово-развлекательного центра «Горизонт»). Для организации движения транспорта на проспекте Михаила Нагибина установлено 8 светофорных объектов.
Проспект Михаила Нагибина имеет важнейшее значение для жителей Северного жилого массива, именно по нему проходит основной пассажиропоток из этой части города. По проспекту проходит большое количество городского общественного транспорта автобусов и троллейбусов.

## Примечательные объекты
- Донской государственный технический университет
- Братское кладбище (Ростов-на-Дону)
- Студенческий парк
- Общежитие ДГТУ
- Факультет психологии ЮФУ
- Роствертол
- ТЦ «Горизонт»
- Южный Университет(ИУБиП)
- ТЦ «Рио»
- Крытый аквапарк H2O

## Галерея

Проспект Нагибина
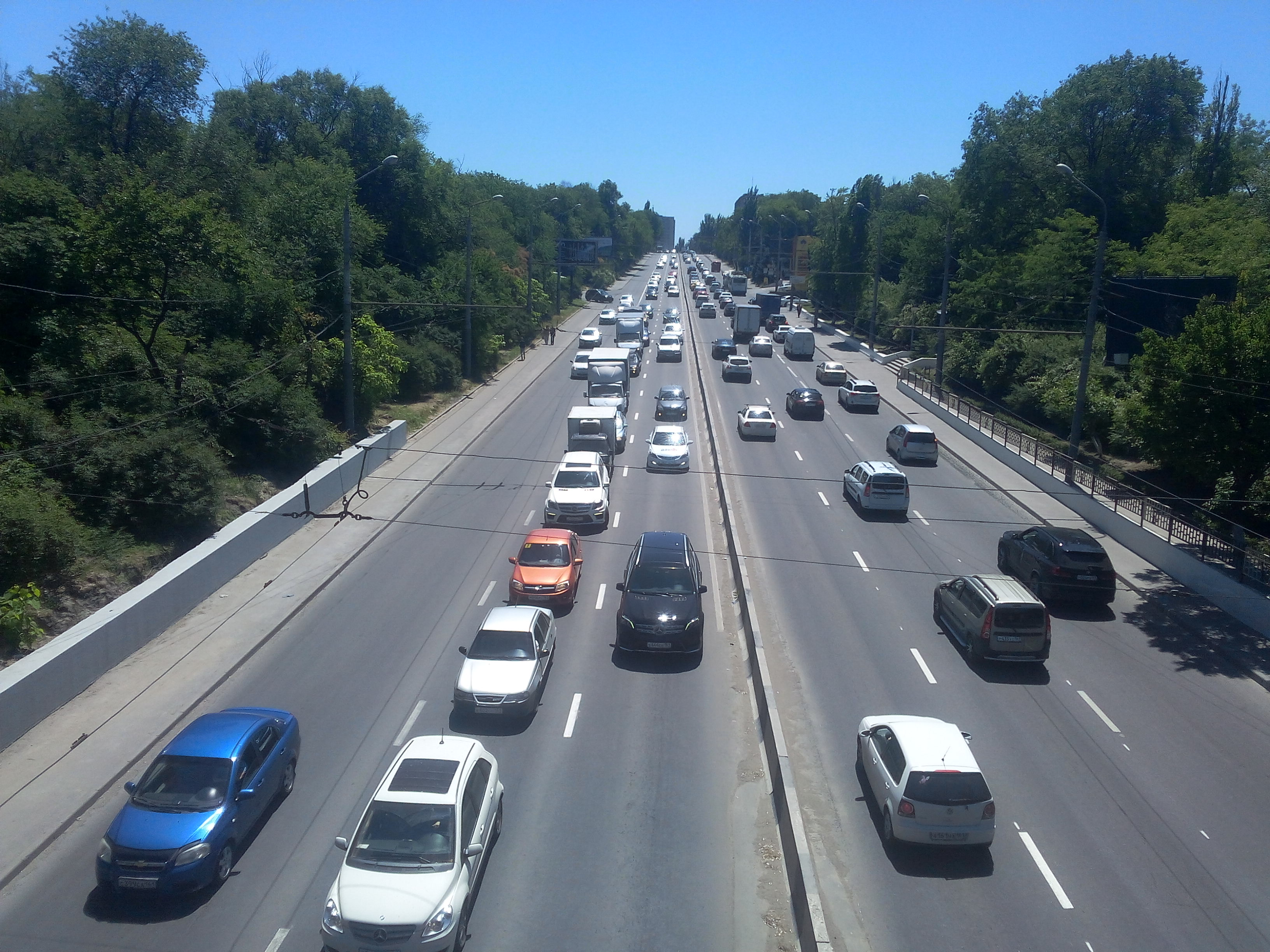
Общий вид на проспект
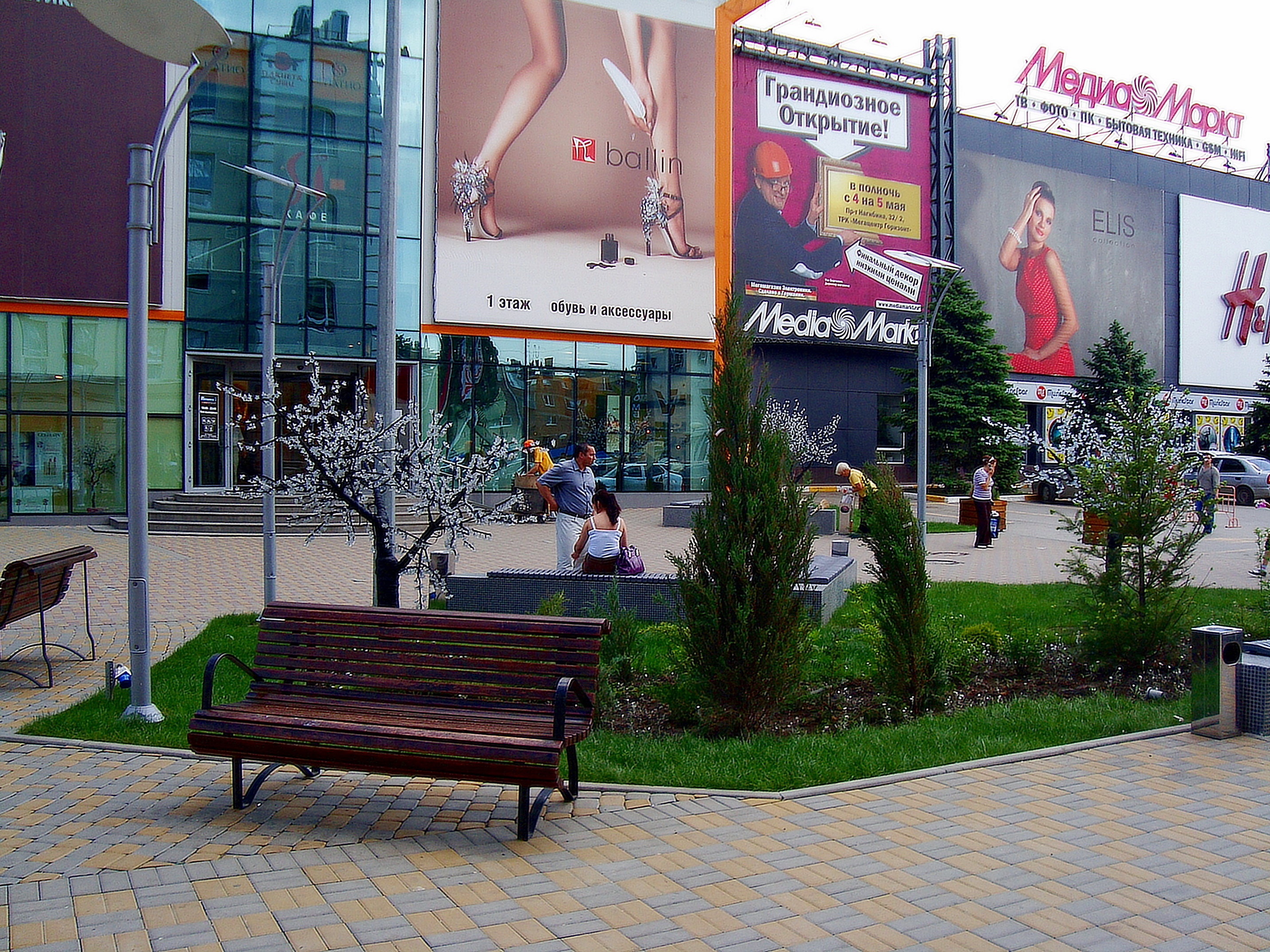
ТЦ Горизонт
Михаил Васильевич Нагибин
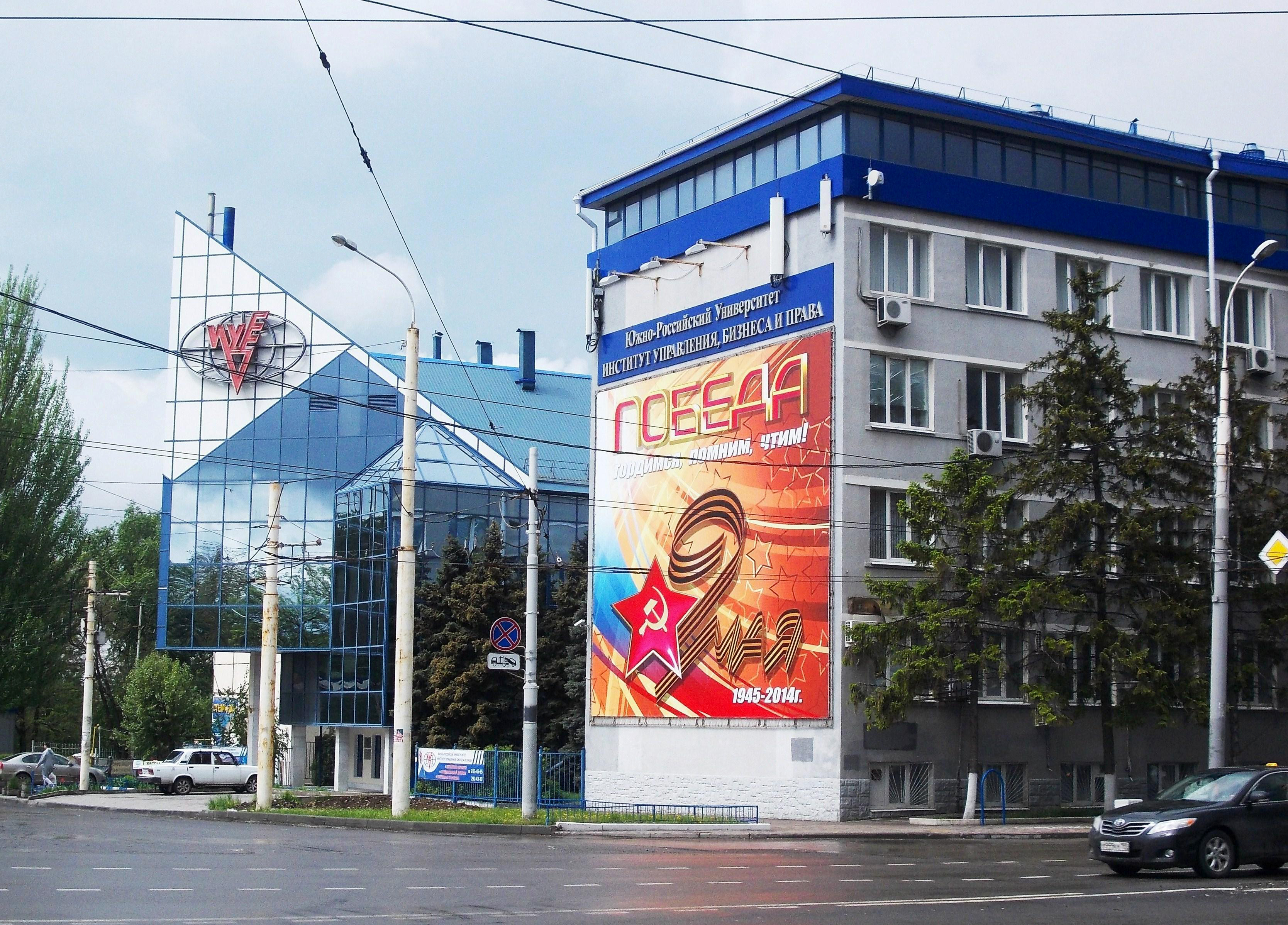
Южный университет (ИУБиП)